# 15710 Böcklin
15710 Böcklin è un asteroide della fascia principale. Scoperto nel 1989, presenta un'orbita caratterizzata da un semiasse maggiore pari a 2,2424311 UA e da un'eccentricità di 0,1877134, inclinata di 7,00086° rispetto all'eclittica.